# Henry Wadsworth Longfellow

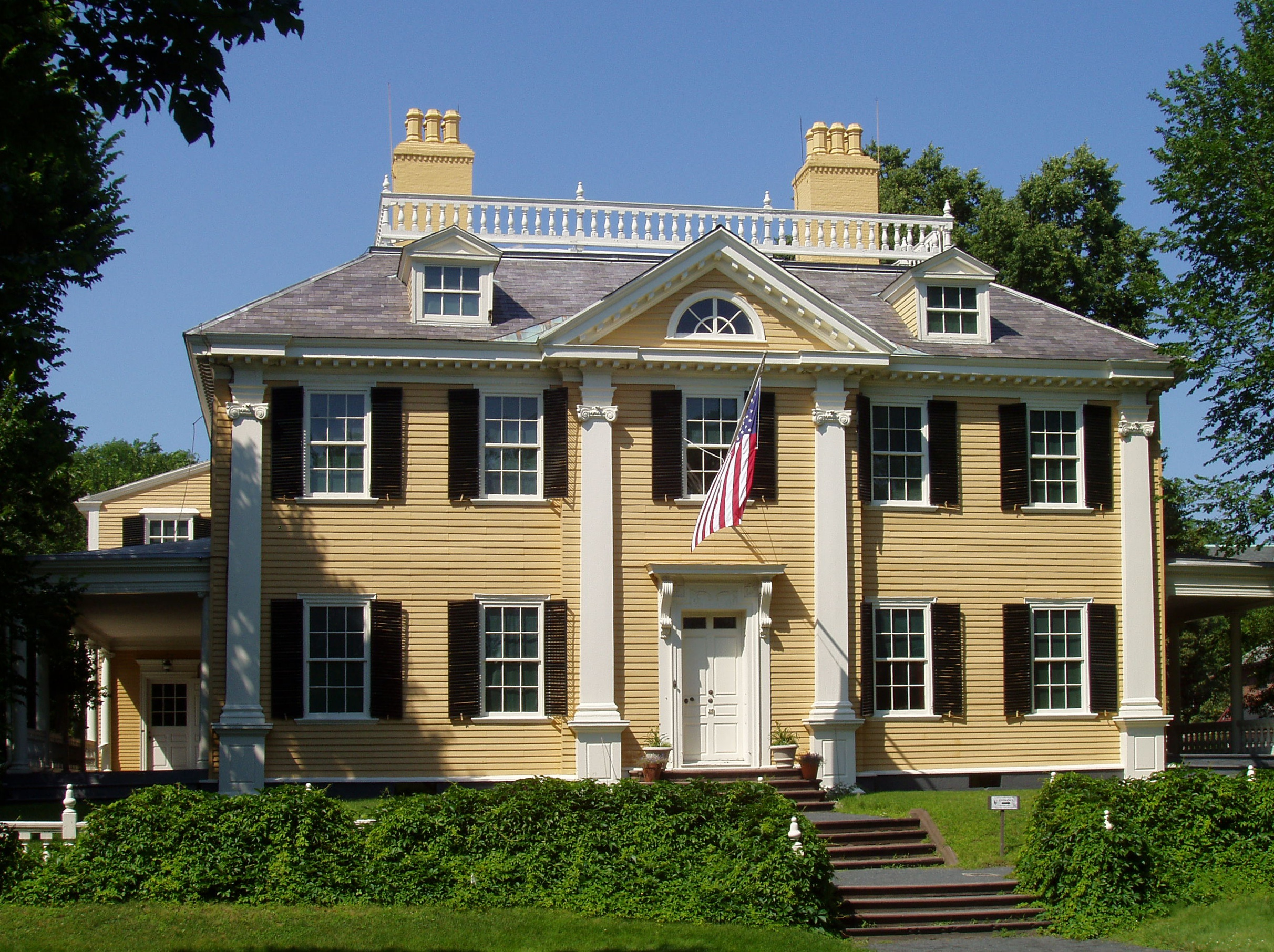
Henry Wadsworth Longfellows hem i Cambridge, Massachusetts. Han bodde här i nästan 50 år.

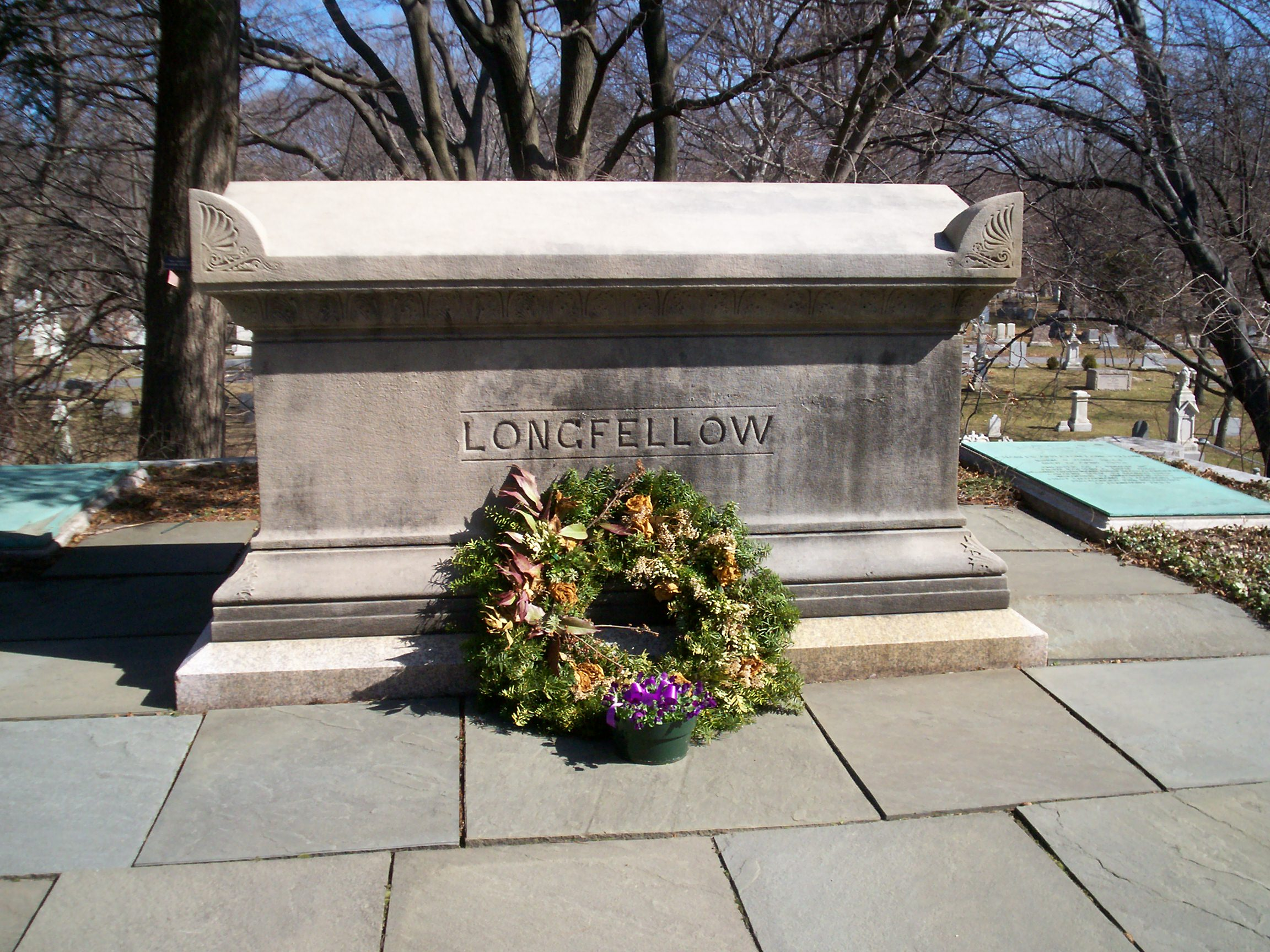
Henry Wadsworth Longfellows grav vid Mount Auburn Cemetery i Cambridge.

Henry Wadsworth Longfellow, född 27 februari 1807 i Portland, Maine, död 24 mars 1882 i Cambridge, Massachusetts, var en amerikansk poet.

## Biografi
Efter en treårig studieresa till Europa blev Longfellow 1829 professor i moderna språk vid Bowdoin College i Brunswick, Maine. 1835-54 var han professor i moderna språk vid Harvard University, 1835-36 och 1868 företog han ny resor till Europa. Under den förra besökte han Sverige. Longfellow, som 1828 blev nära vän med Karl August Nicander, ägnade stor uppmärksamhet åt nordiskt kulturliv.
Som författare utvecklade han en livlig produktiv verksamhet. Av samtiden vann han först erkännande som prosaist med Outre-Mer: a pilgrimage beyond the sea (1835), där han med Washington Irvings Sketchbook som förebild återgav sina intryck av liv och litteratur i gamla världen, och romanen Hyperion (1839), en Jean Paul-efterbildning. Sin egentliga insats gjorde han dock som lyriker och epiker. Voices of the night (1839), där han studium av tysk romantik satt spår, blev en stor framgång. Bland hans senare diktsamlingar märks Ballads and poems (1841) och Ballads on slavery (1842), Longfellows enda litterära arbete med anknytning till amerikanskt samtida liv, samt The belfry of Bruges (1846), The seaside and the fireside (1856) och Aftermath (1873). Som poetisk berättare nådde Longfellow längst med Evangeline, a tale of Acadie (1847, svensk översättning av Albert Lysander 1854, av Hjalmar Edgren 1875 och av Ragnar Törnebladh 1901) en berättelse ur amerikanskt liv på 1700-talet på hexameter, som Longfellow tidigare använt i sin översättning av Esaias Tegnérs Nattvardsbarnen 1841. För The song of Hiawatha (1855, svensk översättning av A G Vestberg 1856) avfattad på runometer, utnyttjade han legender och traditioner om indianernas liv. Motivet till The courtship om Miles Standish (1858, svensk översättning av Hjalmar Edgren) hämtade han ur sin egen släkts historia. Tales of a wayside inn (1863-74), till det yttre en imitation av Geoffrey Chaucers Canterbury Tales, vittnar bland annat om hans förtrogenhet med fornnordisk litteratur. Longfellow försökte sig också på att skriva dramatik, dock utan större framgångar, med verk som The golden legend (1851), The divine tragedy (1871) och The New England tragedies (1857-68).  Hans långdikt Paul Revere's Ride inspirerade den amerikanske konstnären Grant Wood till målningen The Midnight Ride of Paul Revere.
Som flitig översättare, tolkade Longfellow bland annat Dantes Divina commedia (1857). Han var oerhört populär på båda sidor av Atlanten, och var den första amerikanske poeten som vann erkännande i Europa.

## Svenska översättningar
- Hyperion (översättning: J. U. Grönlund) (Brudin, 1853)
- Evangelina : en saga om kärlek i Arcadien samt Tegnérs död (översättning: Albert Lysander) (Meyer, 1854)
- Hiawatha, poem (översättning: A. G. Westberg) (Bergegren, 1856)
- Språken, skaldekonsten och skalderne i Europa (Brudin, 1859)
- Evangelina : skaldestycke (översättning: Hjalmar Edgren) (Gumperts, 1875)
- Evangelina (anonym översättning) (Chicago, Ill.: Enander & Bohman, 1878)
- De religiösa idéernas likformighet och allmänlighet (översättning: V. Pfeiff) (Missionen för förnuftstro, 1882)
- Valda dikter (översättning: Hjalmar Edgren) (Wettergren & Kerber, 1892)
- Evangelina : en sägen från Akadien (översättning: Ragnar Törnebladh) (Norstedt, 1901)
- Hiawatha (tolkad på prosa av Qeenie Scott-Hopper; bemynd. övers. av Sten Granlund) (Nordiska förlaget, 1912)
- Hiawathas sång (tolkad av Emanuel Schmidt) (Bonnier, 1912)
- Hiawatha: några indiansånger (översättning: Göran Axel-Nilsson) (Konstindustriskolan, 1965)
- Hiawatha (översättning: Helmer Linderholm) (Tiden, 1978)